# Büchheim
Büchheim ist ein Ortsteil der Stadt Burglengenfeld im bayrischen Landkreis Schwandorf.

## Geographie
Büchheim liegt rund vier Kilometer nördlich von Burglengenfeld auf einer Anhöhe oberhalb des Naabtals und umgeben von Wald.

## Geschichte
Büchheim war bis zur Eingemeindung im Rahmen der Gebietsreform in Bayern am 1. Juli 1972 eine eigenständige Gemeinde und gehörte bis dahin zum früheren Landkreis Burglengenfeld, der zum gleichen Datum im Landkreis Schwandorf in Bayern (ab Mai 1973 Landkreis Schwandorf) aufging. Der Ort Büchheim bestand aus den Ortschaften Eichlhof, Englhof, Witzlarn, Oberbuch, Kirchenbuch, Kapflhof, Mauthof und Pistlwies.
Der Ortsteil Kapflhof gehört seit 1979 zur Großen Kreisstadt Schwandorf.